# Cyrtophora citricola
Cyrtophora citricola is een spinnensoort uit de familie van de wielwebspinnen (Araneidae). De soort komt voor in de warmere delen van Europa, Azië, Afrika, Midden-Amerika, Colombia en Australië.
Het zwart-witte patroon kan zeer verschillend zijn. Soms zijn ze bruin. De spinnen lijken op dode bladeren. Vaak verbergen ze zich in een blad dat in hun web is gevallen. De vrouwtjes worden 10 mm groot, de mannetjes maar 3 mm. Vrouwtjes bouwen hun web vaak vlak bij andere, soms honderden, soortgenoten.

## Web
De webben van de Cyrtophora citricola behoren tot de meest complexe spinnenwebben - de vrouwtjes hebben meerdere nachten nodig om ze te bouwen. De spin bouwt een horizontaal bolweb dat een diameter bereikt van 50 tot 60 centimeter. Het midden van het net is naar boven toe verbreed in een trechtervorm; daar is het hol van de spin. Stralen worden vanuit deze centrale trechter naar buiten getrokken. Als de afstand tussen de stralen groter is dan ongeveer een millimeter, trekt de spin een verdere straal tussen hen in, zodat het aantal stralen van binnen naar buiten toeneemt. Aan deze stralen wordt dan een zeer smalle vangspiraal bevestigd, die in tegenstelling tot alle andere wielwebspinnen alleen uit een gladde draad bestaat en geen lijmdruppels bevat. Dit wielnet is onderaan stevig verankerd met spandraden. Talrijke "struikeldraden" worden overal over het wielweb naar binnen getrokken, zodat vliegende prooien die er tegenaan botsen op het wielweb vallen. De spin snelt dan van onderaf naar boven, grijpt de prooi van onderaf door het web, wikkelt hem in en draagt hem naar de schuilplaats in de trechter.

## Verspreiding
De Opuntia-spin leeft in grote delen van de tropen en subtropen van de Oude Wereld. Op het Amerikaanse continent werd de soort voor het eerst waargenomen in Colombia in 1996, en sindsdien heeft hij zich blijkbaar snel verspreid in de Nieuwe Wereld. Het werd ontdekt in de Dominicaanse Republiek in 1999, in Florida in 2000, in Cuba en Brazilië in 2003.
In Europa komt de soort voor in Portugal, Spanje, Frankrijk, Italië inclusief Sicilië en Sardinië, Griekenland en Malta, Madeira en de Canarische Eilanden zijn ook bevolkt.

## Levenswijze
De soort leeft in aan de zon blootgestelde gebieden met lage, zeer stabiele vegetatie. Geslachtsrijpe exemplaren verschijnen van juni tot september.

## Ondersoorten
- Cyrtophora citricola citricola
- Cyrtophora citricola lurida Karsch, 1879
- Cyrtophora citricola minahassae Merian, 1911